# O Pino
O Pino település Spanyolországban, A Coruña tartományban. O Pino Santiago de Compostela, Oroso, Frades, Arzúa, Touro és Boqueixón községekkel határos. Lakosainak száma 4581 fő (2024).

## Népesség
A település népessége az utóbbi években az alábbiak szerint változott:
| Lakosok száma | 4945 | 4940 | 4885 | 4710 | 4743 | 4680 | 4653 | 4641 | 4639 | 4581 |
|               | 2001 | 2004 | 2006 | 2009 | 2011 | 2014 | 2016 | 2019 | 2021 | 2024 |